# Gian Carlo Menotti
Gian Carlo Menotti (7. července 1911, Cadegliano-Viconago, Itálie – 1. února 2007, Monte Carlo) byl americký skladatel a libretista italského původu.

## Život
Narodil se v italské obci Cadegliano-Viconago, nedaleko jezera Lago Maggiore v blízkosti švýcarských hranic. Byl šestým z osmi dětí Alfonse a Ines Menottiových. Jeho otec byl obchodníkem s kávou. Gian Carlo začal psát písně když mu bylo sedm let a v jedenácti již napsal na vlastní libreto svou první operu La morte di Pierrot (Smrt Pierota). V roce 1923 vstoupil na konzervatoř v Miláně.
Po manželově smrti se Ines Menottiová, v marné snaze zachránit manželův obchod s kávou, vydala do Kolumbie a syna vzala s sebou. V roce 1928 ho zanechala ve Filadelfii na konzervatoři (Curtis Institute of Music) a sama se vrátila do Itálie. Na základě doporučujícího dopisu manželky dirigenta Artura Toscaniniho byl přijat ke studiu skladby u Rosaria Scalera. Mezi jeho spolužáky byli mimo jiné Leonard Bernstein a Samuel Barber.
Barber se stal Menottiho partnerem v životě i v práci. Společně napsali libreto k Barberově nejznámější opeře Vanessa, která měla premiéru v Metropolitní opeře v roce 1958. Jako student pak často pobýval u Barberovy rodiny ve West Chestru v Pensylvánii. Po absolvování školy bydleli oba po čtyřicet let v domě v Mount Kisco ve státě New York. V roce 1974 Menotti adoptoval herce a krasobruslaře Francise "Chip" Phelana.
Ještě na škole ve Filadelfii napsal Menotti svou první „dospělou“ operu Amelia al Ballo na vlastní italský text. Kromě této, již jen dvě opery: Ilo e Zeus a L'ultimo selvaggio (Poslední divoch) komponoval na italský text. Opera Ilo e Zeus však nikdy v italštině provedena nebyla. Je hrána v anglickém překladu pod názvem The Island God (Bůh ostrova). Všechna další díla psal na vlastní anglický text. V roce 1939 si rozhlasová stanice NBC objednala operu pro rozhlasové vysílání. Vznikla tak opera The Old Maid and the Thief. Byla to první opera, kterou komponoval na vlastní anglický text a první opera psaná speciálně pro rozhlas vůbec. Podobně v roce 1951 zkomponoval na objednávku téže stanice vánoční operu pro televizní vysílání. Opera Amahl and the Night Visitors se stala první americkou televizní operou a měla takový úspěch, že se stala pravidelnou součástí vánočního programu televize NBC.
V průběhu válečných let zkomponoval mimo jiné Klavírní koncert F-dur (věnován českému klavíristovi Rudolfu Firkušnému, který jej premiéroval v roce 1945) a balet Sebastian. Rok po skončení války měla na Broadwayi premiéru jeho komorní opera The Medium, která dosáhla 212 představení. První celovečerní operu napsal až v roce 1950. Opera The Consul měla mimořádný úspěch. Je považována za jeho mistrovské dílo a získal za ni jak Pulitzerovu cenu za hudbu tak cenu Newyorského kruhu divadelních kritiků (New York Drama Critic's Circle Award). Příběh těžkého osudu člověka v evropském totalitním státě byl původně zamýšlen jako filmový scénář pro společnost Metro-Goldwyn-Mayer, nebyl však nikdy jako film realizován. Druhou Pulitzerovu cenu získal Menotti v roce 1955 za operu The Saint of Bleecker Street
Menotti rovněž zkomponoval několik baletů a chrámových skladeb. Pozoruhodéá jsou zejména kantáty The Death of the Bishop of Brindisi (1963) a Landscapes and Remembrances z roku 1976. Druhá z nich byla psána k dvoustému výročí vzniku Spojených států a zhudebňuje skladatelovy dojmy a vzpomínky na Ameriku. Rovněž cenná je malá mše Mass for the Contemporary English Liturgy psaná na objednávku římskokatolické arcidiecéze v Baltimore.
V roce 1958 založil Menotti v italském Spoletu Festival dei due mondi (Festival dvou světů), který si vzal za cíl přiblížit operní a symfonickou hudbu nejširší veřejnosti a dát příležitost mladým umělcům. Festival se stal neobyčejně oblíbeným. Po tři týdny každého léta Spoleto navštíví téměř půl milionu posluchačů. V roce 1977 pak založil obdobný festival i ve Spojených státech. Spoleto Festival USA se koná v Charlestonu v Jižní Karolíně. Menotti oba festivaly řídil až do své smrti. V současné době ho v této funkci vystřídal jeho adoptivní syn Francis.
Obdobný festival vznikl v roce 1986 i v Melbourne v Austrálii. Menotti jej vedl do roku 1988, ale pak se pro přílišné pracovní vytížení jeho řízení vzdal a jméno Spoleto Festival si odnesl. Festival v současné době pokračuje pod názvem Melbourne International Arts Festival.
Zemřel v Monaku, kde v posledních letech života bydlel, ve věku 95 let.

## Dílo

### Opery
- Amelia al ballo (Amélie jde na ples), 1936
- The Old Maid and the Thief, rozhlasová opera (1939)
- The Island God, (1942)
- The Medium, 1946
- The Telephone, 1947
- The Consul, 1950
- Amahl a noční návštěvníci, television opera, (1951)
- The Saint of Bleecker street (Svatá z Bleeckerovy ulice), 1954
- Maria Golovin, 1958
- Labyrinth , televizní opera (1963)
- The Last Savage, (1963)
- The Most Important Man in the World, (Nejdůležitější muž světa), 1971
- Tamu-Tamu, (1973)
- The Egg, (1976)
- The Hero, (1976)
- The Trial of the Gypsy, (1978)
- La loca, (1979)
- The Boy Who Grew Too Fast, (1982)
- Goya, 1986
- The Wedding (Giorno da Nozze) (1988)

### Dětské opery
- Martin's Lie (Martinova lež), 1964
- Help! Help! The Globolinks!, 1968
- Chip and his Dog, (1979)
- The Bride from Pluto (Nevěsta z Pluta), 1982
- The Singing Child (Zpívající dítě), 1993

### Balety
- Errand into the Maze (1947)
- Sebastian (1944)
- The Unicorn, the Gorgon and the Manticore (The Three Sundays of a Poet) (1956)

### Vokální díla
- For the Death of Orpheus (pro tenor, sbor a orchestr, 1990)
- Llama de Amor Viva (pro baryton, sbor a orchestr, 1991)
- Missa O Pulchritudo, mše pro sóla, sbor a orchestr, 1979)
- Moans, Groans, Cries, and Sighs (pro šestihlasý sbor, 1981)
- Muero porque no muero (kantáta, 1982)
- My Christmas (pro mužský sbor a komorní soubor, 1987)
- The Death of the Bishop of Brindisi (kantáta pro mezzosoprán, bas, sbor, dětský sbor a orchestr, 1963)

### Orchestrální skladby a koncerty
- Fantasie pro violoncello a orchestr (1976)
- Triplo concerto a tre for 9 soloists and orchestra (1970)
- Houslový koncert a-moll (1952)
- Apocalypse (1951)
- Introduction, March & Shepherd's Dance (orchestrální suita z většího díla, 1951)
- Sebastian (suita z baletu, 1945)
- Klavírní koncert F-dur (1945)

### Komorní skladby
- Trio pro klarinet, housle a klavír (1996)
- Nocturno pro zpěv, harfu a smyčcový kvartet (1982)
- Cantilena e scherzo pro harfu a smyčcový kvartet (1977)
- Suita pro dvě violoncella a klavír (1973)
- Ricercare and Toccata (na téma z opery The Old Maid and the Thief, klavír, 1951)
- Poemetti per Maria Rosa (12 skladeb pro děti, klavír, 1937)

### Písně
- Canti della lontananza (1967)
- Five Songs (1983)
- The Hero (1952)